# パステル・デ・ナタ

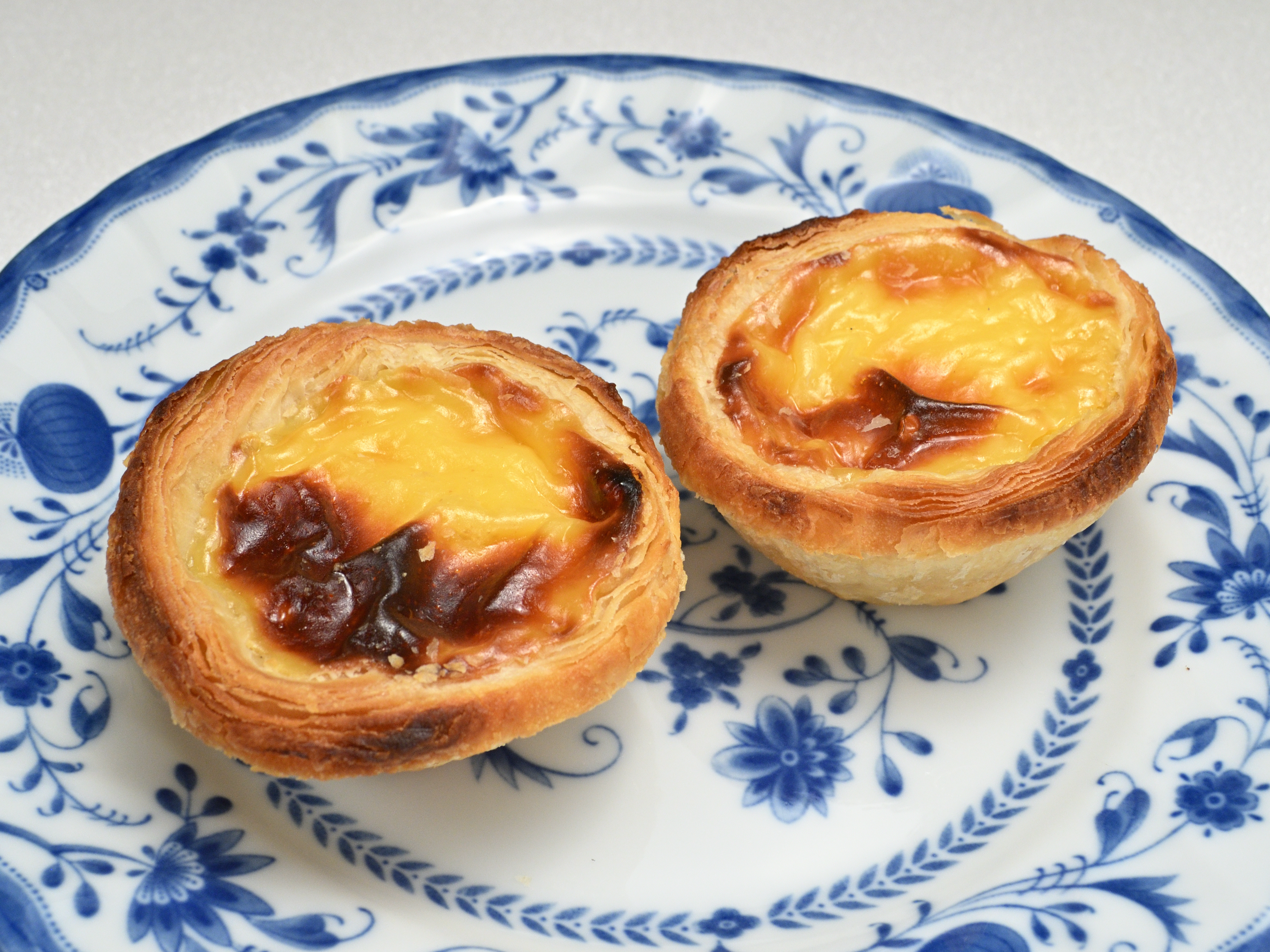
パステル・デ・ナタ

パステル・デ・ナタ（pastel de nata）は、パステル・デ・ベレン（pastel de Belém）とも呼ばれる小さなカスタードクリーム入りタルトで、ポルトガルの菓子店やカフェで売られている。複数形はパステイス〜（Pastéis -）。
日本などではエッグタルト(egg tart)とも呼ばれているが、本来のエッグタルトはポルトガル発祥のパステル・デ・ナタの影響を受けてマカオで生み出されたものを指す。

## 歴史
ポルトガルの首都、リスボンのベレンにあるジェロニモス修道院の修道女たちによって、18世紀以前に発明されたと信じられている。修道院以外でこのクリームタルトを売り出した最初の店は、現在もある「ベレン洋菓子店」（Casa Pastéis de Belém）で、パステル・デ・ベレンの名は店のある地区名にちなんでいる。

### ベレン洋菓子店 (Pastéis de Belém)

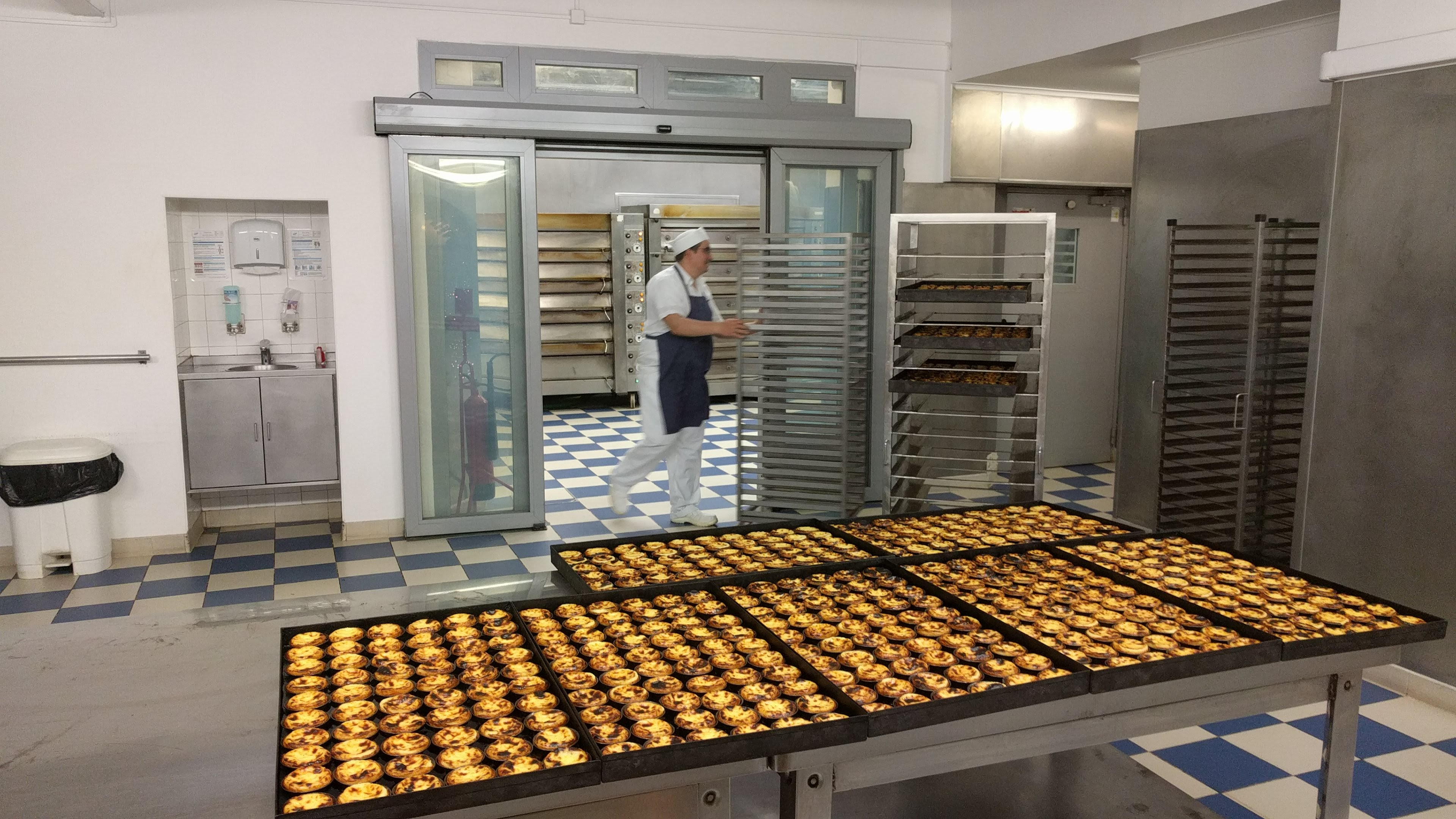
工房風景
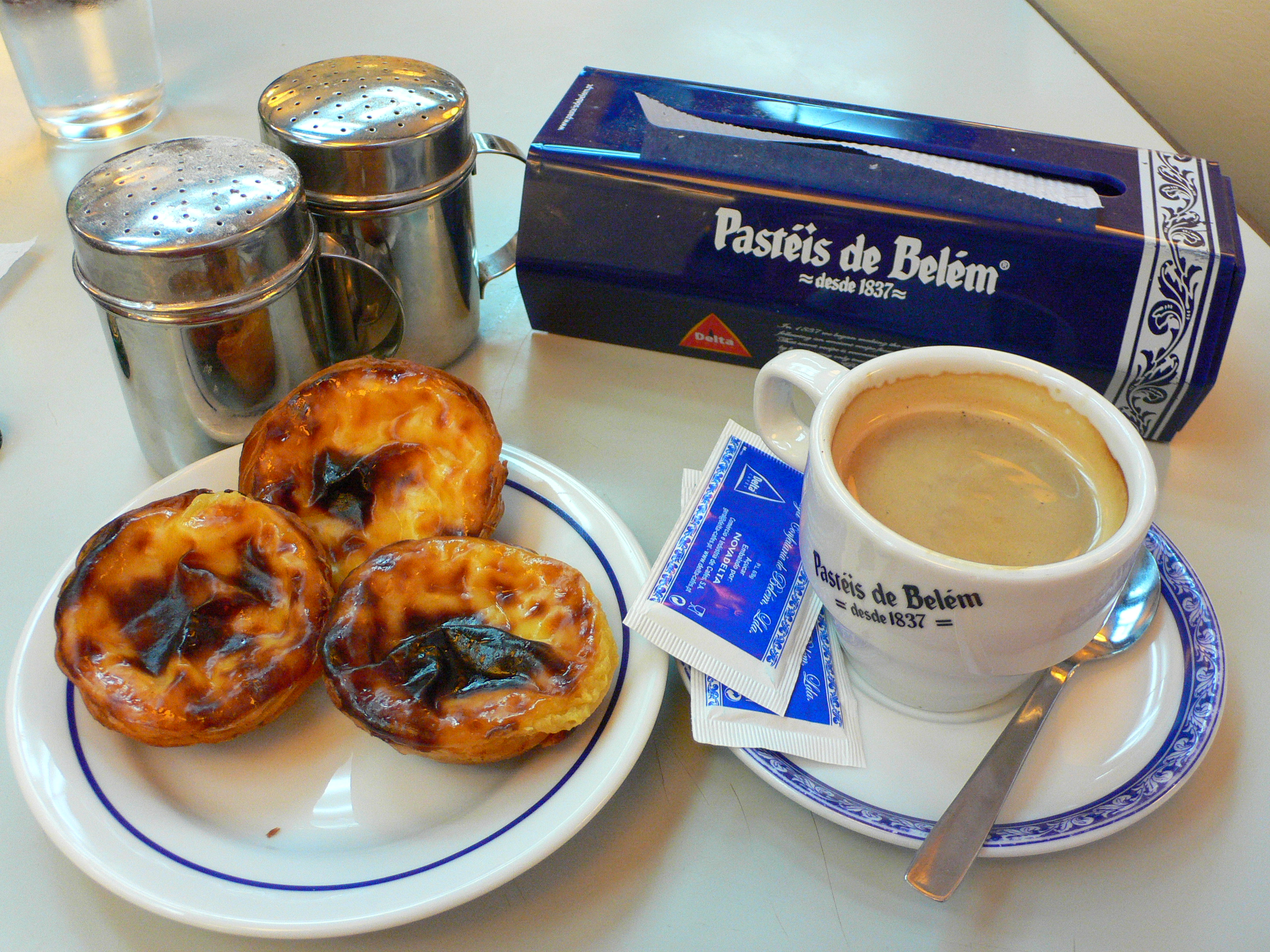
実際に販売されているもの。

## ポルトガル以外での普及
パステル・デ・ナタのレシピを覚えたイギリス人アンドリュー・ストウ（Andrew Stow）が、そこに英国風カスタード・タルトの技術を加え、砂糖を控えめにするなどの改良を加えたものをマカオにある自分の店で「ポルトガル風エッグタルト」の名前で売り出した。これが評判となり、多くのパン屋、マカオのレストラン、茶餐廳が類似のものを作るようになり、また、妻もマカオで別の店を開業し、ケンタッキー・フライドチキンの香港支社と提携して売り出すなど、広く認知されるようになり、マカオでは、現在に至るまでマカオ料理における代表的な菓子として定着する事となった。1990年代後半には、シンガポール、マレーシア、香港、台湾でポルトガル風エッグタルトが売られるようになった。
パステル・デ・ナタはブラジルでも人気があり、同国のファーストフードチェーン「ハビービス」のメニューにも入っている。